# Postal (film)
Postal è un film del 2007 diretto da Uwe Boll, basato sul videogioco Postal².

## Trama
La scena iniziale rappresenta una visione ironica degli attentati dell'11 settembre 2001, dove i due terroristi si trovano in mezzo ad una discussione su quante vergini avranno in paradiso. Dopo una lunga discussione, visto l'alto numero di "martiri" immolatisi giunti in paradiso e probabilmente rendendosi conto che non avranno più di venti urì, i terroristi decidono di interrompere la missione e puntare verso le Bahamas; ma a quel punto i passeggeri dell'aereo irrompono nella cabina, causando la perdita di controllo del velivolo che si schianta nel World Trade Center.
Il film continua in un paesino di nome Paradise, dove un ragazzo giovane e disoccupato, antitesi del sogno americano, noto come Postal Dude, cerca di uscire dall'emarginazione professionale e umana. Per questo chiede a suo zio Dave, un predicatore, di aiutarlo. Lo zio, aiutando allo stesso tempo il nipote, ha un piano per uscire dal guaio di pagare le tasse allo stato. Inizia così ad avere l'idea di procurarsi delle bambole da vendere su internet. Allo stesso tempo dei terroristi vogliono usare le stesse bambole per diffondere il virus dell'aviaria.

## Distribuzione

### Stati Uniti
Il film era stato annunciato per uscire nelle sale cinematografiche statunitensi il 12 ottobre 2007, ma la data è stata progressivamente ritardata fino al 23 maggio 2008. Il 16 maggio viene comunicato dalla casa distributrice che il film non sarebbe stato liberato nei 1500 cinema iniziali, optando invece per una uscita limitata in quattro sale di proiezione dell'intera nazione.
Boll ha commentato l'intenzione presa in extremis di cambiare strategia di distribuzione come una cospirazione contro il film dovuta al suo contenuto politico scomodo, che come conseguenza avrebbe portato la casa di distribuzione a scegliere di non distribuirlo in maniera espansiva.
Il 20 maggio i cinema che proiettavano il film erano saliti a 12, e nei giorni successivi all'uscita erano diventati 21.

## Critica
Il film è stato nominato per Peggiore attore non protagonista per Verne Troyer e Uwe Boll e ha vinto il Peggior regista (Uwe Boll) durante i Razzie Awards 2008.